# Pechultón
Pechultón är en ort i Mexiko.   Den ligger i kommunen Santiago el Pinar och delstaten Chiapas, i den sydöstra delen av landet, 700 km öster om huvudstaden Mexico City. Pechultón ligger 1 674 meter över havet och antalet invånare är 152.
Terrängen runt Pechultón är kuperad åt sydväst, men åt nordost är den bergig. Terrängen runt Pechultón sluttar norrut. Runt Pechultón är det ganska tätbefolkat, med 134 invånare per kvadratkilometer. Närmaste större samhälle är Bochil, 18,5 km väster om Pechultón. I omgivningarna runt Pechultón växer i huvudsak städsegrön lövskog.